# Grote Beersdonk
De Grote Beersdonk was een onderdeel van het gehucht Achterste Beersdonk in de gemeente Helmond in de provincie Noord-Brabant. Voorheen behoorde het tot de gemeente Deurne, daarvoor tot de gemeente Vlierden. De naam wordt voor het eerst in 1632 genoemd. De boerderijen van de Grote Beersdonk waren gelegen aan de Heitveldweg. In 2001 werden beide boerderijen, toen bijna 150 jaar oud, gesloopt.